# 香取郡
- 令制国一覧 > 東海道 > 下総国 > 香取郡
- 日本 > 関東地方 > 千葉県 > 香取郡

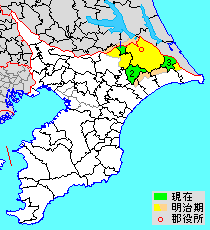
千葉県香取郡の位置（1.神崎町 2.多古町 3.東庄町 薄黄：後に他郡に編入された区域）

香取郡（かとりぐん）は、千葉県（下総国）の郡。大化の改新後に香取神宮の神郡として建郡（立評）され、中世には中世的所領に分割されるなどの変遷を経てその後再編成、郡域の変更などがあり、現在の香取郡は以下の3町よりなる。
- 神崎町（こうざきまち）
- 多古町（たこまち）
- 東庄町（とうのしょうまち）

人口30,324人、面積138.95km²、人口密度218人/km²。（2025年2月1日、推計人口）

## 古代
大化から天武天皇期にかけて順次設置されたとされる八神郡のひとつであり、下海上国あるいは匝瑳郡の一部を割いて建郡されたとされる。香取神宮の神郡として重んじられ、養老7年（723年）11月16日には郡司に近親者の連任が許されている。一般に郡を治める郡司に近親者を続けて任命することは禁止されていたが、香取郡では神社を代々まつってきた香取氏が重視されたものである。なお、古代の香取郡は神郡（郡全体が香取神宮の神領）であり、郡域は近世以降よりはるかに狭く、ほぼ現在の香取市のうちの旧佐原市と、神崎町および成田市の一部に限定されていた。
東南に位置する匝瑳郡は、物部小事の坂東を征した功勳により建郡されたとされ、小事の子孫を称する物部匝瑳氏が足継・熊猪・末守の3代に亘って鎮守将軍に任ぜられ、その功績により香取神宮の神階も上がっている。香取海を挟んで西北に位置する常陸国信太郡は、物部河内、物部会津らの請願によって建郡されたとされ、物部氏との深い関係が伝えられる。また、香取神宮の摂社に匝瑳神社があり、この摂社の造り替えは、古くは匝瑳郡の役であったともされている。『続日本紀』神亀元年（724年）2月22日条によれば、香取神宮の大禰宜香取連五百嶋が、私穀を陸奥国鎮所に献じた功績により外従五位下に叙されているが、匝瑳郡に鎮座する式内社老尾神社の祀官は香取氏であり、香取連五百嶋は匝瑳郡に居住したとも、あるいは年老いて大禰宜を辞した後匝瑳郡に引退したともされ、匝瑳郡や信太郡との関係が伝えられ、香取神宮と物部氏との関係も説かれる。
『将門記』には平良兼が、上総国武射郡から、当郡の神前の津（神崎町）を経て常陸国信太郡の苛前の津（江戸崎町）に渡ったとある。

### 郷
『和名類聚抄』に記される郡内の郷（6郷）。
大槻、香取、小川、健田、礒部、訳草

### 式内社
『延喜式』神名帳に記される郡内の式内社。
| 神名帳           | 神名帳   | 神名帳 | 神名帳   | 比定社   | 比定社           | 比定社     | 集成 |
| 社名             | 読み     | 格     | 付記     | 社名     | 所在地           | 備考       | 集成 |
| ---------------- | -------- | ------ | -------- | -------- | ---------------- | ---------- | ---- |
| 香取郡 1座（大） |          |        |          |          |                  |            |      |
| 香取神宮         | カトリノ | 名神大 | 月次新嘗 | 香取神宮 | 千葉県香取市香取 | 下総国一宮 |      |

## 中世
当郡は神郡であり全域が香取神宮（および、大戸神社と神崎神社）の社領であったが、平安時代末には中世的所領単位が形成された。すなわち、香取神宮領の郷々と大戸神社領の大戸荘および神崎神社領の神崎荘のほか、国衙領として大須賀郷が分立した。郡域全体に千葉氏の進出が著しく、千葉氏の地頭代が社領を押領し千葉氏庶流の国分氏、神崎氏、大須賀氏が所領化を進め、南北朝期には社領の押防をめぐって千葉一族と香取神宮の間で大規模な相論が起きている。

## 近世以降
徳川家康関東移封にともない保科正光、鳥居元忠、松平家忠（のち土井利勝）が入部した。江戸時代には海上郡や匝瑳郡の一部が編入され郡域が拡大した。匝瑳郡から編入の地域には、多くの日蓮宗の寺院とともに、飯高檀林と中村檀林の二つの檀林があり、全国から集められた学生が勉学にいそしんだ。

### 幕末以降の沿革
- 「旧高旧領取調帳」に記載されている明治初年時点での支配は以下の通り。●は村内に寺社領が、○は寺社除地が存在。（299村）

| 知行         | 知行                     | 明治2年2月             | 村数  | 村名 |
| ------------ | ------------------------ | ---------------------- | ----- | --- |
| 天領         | 幕府領                   | 葛飾県                 | 29村  | 下加納新田、○平川村、松崎新田、神崎本宿、神崎神宿、地蔵原新田（青山村・倉水村分）、野間谷原村、野間谷原村新田、川尻村、押砂村、佐原組新田、手賀新田、六角村、結佐村、上之島村、西代村、八筋川村、卜杭村、大島村、三島村、境島村、扇島村、加藤洲村、附洲新田、公官洲新田、磯山村、中洲村、長島村、佐原新田 |
| 天領         | 幕府領                   | 宮谷県                 | 8村   | 南田新田、鋪里新田、中沼村、小貝野村、米持村、秋田村、万力村、諸持村 |
| 天領         | 田安徳川家領             | 葛飾県                 | 1村   | 橋向村 |
| 天領         | 旗本領                   | 葛飾県                 | 1村   | 倉水村 |
| 天領         | 旗本領                   | 宮谷県                 | 108村 | 十三間戸村、●並木村、●郡村、成井村、和田村（現・香取市）、柴田村、鴇崎村、西坂村、西部田村、堀ノ内村、玉造村、上須田村、丁子村、中村新田、牧野村、与倉村、長山村、●伊能村、臼作村、松子村、新田村、一坪田村、○大門村、○出沼村、西古内村、○次浦村、三倉村、谷三倉村、御所台村、寺作村、苅毛村、荒北村、織幡村、幡鉾村、油田村、白井村、神生村、八本村、米之井村、小見村、川上村、羽根川村、分郷村、川頭村、下飯田村、岡飯田村、高部村、大友村、桜井村（現・東庄町）、神田村、和田村（現・東庄町）、舟戸村、〇貝塚村、五郷内村、阿玉久保村、阿玉台村、府馬村、長岡村、新里村、大角村、山倉村、西田部村、大原村、東台村、東佐野村、染井村、五反田村、林村、石成村、水戸村、船越村、市野原村、宝米村、二又村、篠本村、島村、南和田村、●八辺村、南神崎村、入山崎村、大堀村、金原村、片子村、●飯高村、川島村、方田村、安久山村、坂村、内山村、大寺村、小川村、●松沢村、諸徳寺村、志高村、関戸村、小南村、粟野村、青馬村、谷津村、鹿ノ戸村、須賀山村、新宿村、●今郡村、石出村、宮原村、桜井村（現・銚子市）、東笹本村、下森戸村 |
| 天領         | 与力給知                 | 宮谷県                 | 2村   | 関村、●吉岡村 |
| 天領         | 幕府領・旗本領           | 葛飾県・宮谷県         | 9村   | 清久島村、中野村、稲荷山村、奈土村、久井崎村、古山村、大戸村、谷中村、●岩ヶ崎村 |
| 天領         | 幕府領・旗本領           | 宮谷県                 | 53村  | 小松村、寺内村、上小川村、新寺村、森戸村、篠原村、津宮村、吉原村、多田村、●香取村、新市場村、釜塚村、新部村、返田村、大根村、大崎村、観音村、本矢作村、福田村、一鍬田村、檜木村、高津原村、○沢村、伊地山村、●岩部村、助沢村、高萩村、下小野村、山川村、高野村、●下小川村、上小堀村、大倉村、一ノ分目村、三ノ分目村、下小堀村、八日市場村、阿玉川村、古内村、鳩山村、●松崎村、飯笹村、千田村、牛尾村、小高村、飯塚村、桐谷村、●鏑木村、南堀ノ内村、長部村、小座村、宮本村、今泉村 |
| 天領         | 幕府領・田安徳川家領     | 葛飾県                 | 1村   | ○片巻村 |
| 天領         | 幕府領・旗本領・与力給知 | 宮谷県                 | 2村   | 堀籠村、西長岡村 |
| 天領         | 幕府領・与力給知         | 葛飾県・宮谷県         | 1村   | 武田村 |
| 天領         | 旗本領・与力給知         | 宮谷県                 | 4村   | 毛成村、○井土山村、間倉村、中佐野村 |
| 藩領         | 下総高岡藩               | 高岡藩                 | 10村  | 野馬込村、○四ツ谷村、立野村、植房村、高村、●大和田村、高岡村、猿山村、青山村、高谷村 |
| 藩領         | 山城淀藩                 | 淀藩                   | 9村   | 名木村、冬父村、中里村、小野村、●滑川村、高倉村、●○名古屋村、大菅村、七沢村 |
| 藩領         | 伊勢津藩                 | 津藩                   | 8村   | 大貫村、村田村、片野村、今村、桜田村、南敷村、馬乗里村、南原地新田 |
| 藩領         | 下総小見川藩             | 小見川藩               | 8村   | 竹ノ内村、本郷村、野田村、布野村、平山村、仁良村、富川村、北原地新田 |
| 藩領         | 下総多古藩               | 多古藩                 | 4村   | 井野村、多古村、●南中村、〇南借当村 |
| 藩領         | 上野安中藩               | 安中藩                 | 3村   | 新井村、●入野村、八重穂村 |
| 藩領         | 下総佐倉藩               | 佐倉藩                 | 1村   | 佐原村 |
| 藩領         | 上総飯野藩               | 飯野藩                 | 1村   | 和泉村 |
| 藩領         | 安房船形藩               | 宮谷県                 | 1村   | 南玉造村 |
| 幕府領・藩領 | 幕府領・津藩             | 葛飾県・津藩           | 3村   | 飯島村、石納村、曲淵村 |
| 幕府領・藩領 | 幕府領・津藩             | 宮谷県・津藩           | 2村   | 鳥羽村、横山村 |
| 幕府領・藩領 | 幕府領・津藩・小見川藩   | 宮谷県・津藩・小見川藩 | 2村   | ●小見川村、新々田 |
| 幕府領・藩領 | 幕府領・小見川藩         | 宮谷県・小見川藩       | 4村   | 虫幡村、●木之内村、増田村、富田村 |
| 幕府領・藩領 | 幕府領・高岡藩           | 葛飾県・高岡藩         | 1村   | 小浮村 |
| 幕府領・藩領 | 幕府領・佐倉藩           | 葛飾県・佐倉藩         | 1村   | 新村 |
| 幕府領・藩領 | 幕府領・館山藩           | 宮谷県・館山藩         | 1村   | 北中村 |
| 幕府領・藩領 | 幕府領・旗本領・淀藩     | 葛飾県・宮谷県・淀藩   | 1村   | 原宿村 |
| 幕府領・藩領 | 幕府領・旗本領・津藩     | 葛飾県・宮谷県・津藩   | 1村   | 大戸川村 |
| 幕府領・藩領 | 幕府領・旗本領・小見川藩 | 宮谷県・小見川藩       | 1村   | 田部村 |
| 幕府領・藩領 | 幕府領・旗本領・安中藩   | 宮谷県・安中藩         | 1村   | 米込村 |
| 幕府領・藩領 | 旗本領・安中藩           | 宮谷県・安中藩         | 4村   | 大久保村、万歳村、夏目村、〇羽計村 |
| 幕府領・藩領 | 旗本領・飯野藩           | 宮谷県・飯野藩         | 3村   | ○金江津村、山之辺村、溝原村 |
| 幕府領・藩領 | 旗本領・小見川藩         | 宮谷県・小見川藩       | 3村   | 内野村、竜谷村、窪野谷村 |
| 幕府領・藩領 | 旗本領・三河西端藩       | 宮谷県・西端藩         | 2村   | 津富浦村、前林村 |
| 幕府領・藩領 | 旗本領・淀藩             | 宮谷県・淀藩           | 1村   | ●西大須賀村 |
| 幕府領・藩領 | 旗本領・多古藩           | 宮谷県・多古藩         | 1村   | 南並木村 |
| 幕府領・藩領 | 旗本領・館山藩           | 宮谷県・館山藩         | 1村   | 南山崎村 |
| 幕府領・藩領 | 旗本領・与力給知・安中藩 | 宮谷県・安中藩         | 1村   | 吉田村 |
| 幕府領・藩領 | 与力給知・佐倉藩         | 宮谷県・佐倉藩         | 1村   | 所村 |

1. ↑  右記のほか中島村が記載されているが詳細不明。
2. ↑  無高のため記載なし。
3. ↑  記載は「神崎（新宿）村」。
4. ↑  吉岡村のうちとして記載。
5. ↑  右記のほか五筒村新田が記載されているが詳細不明。全域が葛飾県の管轄。
6. ↑  用水溜井除地が存在。
7. ↑  記載なし。
8. ↑  記載なし。
9. ↑  小見川村のうちとして記載。

- 幕末 - 南田新田が南敷村・桜田村に、鋪里新田が南敷村・馬乗里村に、西長岡村が伊能村にそれぞれ合併したとみられる。（296村）
- 慶応4年
  - 5月24日（1868年7月13日） - 田安徳川家が立藩して田安藩となる。
  - 7月 - 船形藩が廃藩。
  - 7月2日（1868年8月19日） - 天領・船形藩領の一部が安房上総知県事の管轄となる（上表の宮谷県）。
  - 8月4日（1868年9月19日） - 天領の残部が下総知県事の管轄となる（上表の葛飾県）。
- 明治初年（298村）
  - 余津谷村[注 4]・下須田新田・阿波崎新田が起立。
  - 野間谷原村新田が野間谷原村に合併。
  - 阿玉久保村が久保村に、桜井村（現・銚子市）が下桜井村にそれぞれ改称。
- 明治2年
  - 1月13日（1869年2月23日） - 下総知県事の管轄地域が葛飾県の管轄となる。
  - 2月9日（1869年3月21日） - 安房上総知県事の管轄地域が宮谷県の管轄となる。
  - 12月26日（1870年1月27日） - 田安藩が廃藩。領地が葛飾県の管轄となる。
  - 和田村（現・東庄町）が改称して東和田村となる。
  - 今泉村が匝瑳郡の同名村との区別のため改称して東今泉村となる。
- 明治3年（1870年） - 和田村（現・香取市）が改称して西和田村となる。
- 明治4年
  - 7月14日（1871年8月29日） - 廃藩置県により、藩領が高岡県、淀県、津県、小見川県、多古県、安中県、佐倉県、飯野県、西端県となる。
  - 10月28日（1871年12月10日） - 第1次府県統合により、安中県の管轄区域が群馬県の管轄となる。
  - 11月14日（1871年12月25日） - 第1次府県統合により、全域が新治県の管轄となる。
- 明治8年（1875年）
  - 5月7日 - 第2次府県統合により千葉県の管轄となる。
  - 岩ヶ崎村が佐原村に合併。（297村）
- 明治9年（1876年）（294村）
  - 開墾地より九美上村が起立。
  - 織幡村・幡鉾村・油田村・内野村・竜谷村が合併して清里村となる。
- 明治10年（1877年）（280村）
  - 大門村・出沼村・西古内村・次浦村・三倉村・谷三倉村・御所台村・寺作村・檜木村・高津原村・井土山村が合併して久賀村となる。
  - 大原村・東台村・東佐野村・中佐野村・井野村が合併して喜多村となる。
- 明治11年（1878年）11月2日 - 郡区町村編制法の千葉県での施行により、行政区画としての香取郡が発足。郡役所が佐原村に設置。行政区画として発足した当時の郡域は、現在の3町のほか、概ね以下の区域にあたる。
  - 銚子市の一部（富川町、森戸町以北）
  - 成田市の一部（西大須賀、四ツ谷、名古屋、高倉、成井、地蔵原新田、津富浦、吉岡、多良貝、大栄十余三以東）
  - 旭市の一部（秋田、萬力、米込、入野、関戸、萬歳以北）
  - 匝瑳市の一部（吉田、南神崎、八辺、公崎、飯多香、城下、内山新田、内山、飯塚、米持以北）
  - 香取市の全域
  - 山武郡横芝光町の一部（新井、宝米、二又、篠本以北）
  - 茨城県稲敷市の一部（清久島、橋向、佐原組新田、手賀組新田、八千石、上須田、本新、浮島、境島、大島、三島以南）
  - 茨城県稲敷郡河内町の一部（片巻、和銅谷、金江津以東）
- 明治12年（1879年） - 石成村が水戸村に合併。（279村）
- 明治13年（1880年） - 松沢村・諸徳寺村が合併して清和村となる。（278村）
- 明治14年（1881年） - 卜杭村が八筋川村に合併。（277村）
- 明治18年（1885年） - 古山村・原宿村が合併して古原村となる。（276村）
- 明治21年（1888年） - 佐原村が改称して佐原町となる。（1町275村）

### 町村制以降の沿革
- 明治22年（1889年）4月1日 - 町村制の施行により、以下の町村が発足。（3町41村）[注 5]

- 金江津村 ← 金江津村、片巻村、下加納新田、平川村、十三間戸村（現・茨城県稲敷郡河内町）
- 十余島村 ← 結佐村、六角村、四ツ谷村、曲淵村、押砂村、橋向村、清久島村、余津谷村、手賀新田、佐原組新田、下須田新田、阿波崎新田（現・茨城県稲敷市）
- 本新島村 ← 上之島村、西代村［字笄島を除く］、上須田村（現・茨城県稲敷市）、野間谷原村、石納村、飯島村（現・香取市、茨城県稲敷市）、川尻村、佐原町［一部］、大戸村［新田分］（現・香取市）
- 滑河町 ← 滑川村、西大須賀村、大菅村、猿山村（現・成田市）
- 小御門村 ← 名古屋村、七沢村、中里村、冬父村、名木村、青山村、倉水村、成井村、高倉村、地蔵原新田（現・成田市）
- 高岡村 ← 高岡村、大和田村、高村、小浮村、野間込村、小野村（現・成田市）
- 神崎村 ← 神崎本宿、神崎神宿、小松村、今村（現・神崎町、茨城県稲敷市）、並木村、松崎新田、高谷村（現・神崎町）
- 米沢村 ← 武田村、古原村、植房村、立野村、新村、毛成村、大貫村、郡村（現・神崎町）
- 瑞穂村 ← 堀ノ内村、谷中村、鴇崎村、西坂村、寺内村、西和田村、西部田村（現・香取市）
- 新島村 ← 八筋川村、大島村、三島村、境島村（現・香取市、茨城県稲敷市）、扇島村、加藤洲村、磯山村、附洲新田、公官洲新田（現・香取市）
- 佐原町 ← 佐原町［大部分］、篠原村、長島村、中洲村、佐原新田（現・香取市）、西代村［字笄島］（現・茨城県稲敷市）
- 東大戸村 ← 大戸村［新田分を除く］、大戸川村、山之辺村、森戸村、片野村、上小川村、関村、新寺村、玉造村（現・香取市）
- 大須賀村 ← 伊能村、堀籠村、所村、村田村、桜田村、馬乗里村、南敷村、横山村、柴田村、奈土村（現・成田市）
- 本大須賀村 ← 吉岡村、津富浦村、中野村、稲荷山村、松子村、臼作村、新田村、前林村、一坪田村、久井崎村、下埴生郡十余三村［城山・道祖神］（現・成田市）
- 相根村 ← 大根村、大崎村、観音村、長山村、本矢作村、福田村、伊地山村、牧野村、与倉村、鳥羽村（現・香取市）
- 香取村 ← 香取村、丁子村［新田分を除く］、新市場村、多田村、吉原村、釜塚村、新部村、返田村、下小野村、九美上村（現・香取市）
- 津宮村（単独村制。現香取市）
- 大倉村 ← 大倉村、丁子村［新田分］（現・香取市）
- 豊浦村 ← 富田村、増田村、分郷村、下小堀村、一ノ分目村、三ノ分目村（現・香取市）
- 小見川町 ← 小見川村、本郷村、下小川村、羽根川村、新々田、野田村、八日市場村、中沼村、南原地新田（現・香取市）
- 神里村 ← 清里村、上小堀村、虫幡村、白井村、木之内村、八本村、山川村（現・香取市）
- 八都村 ← 小見村、竹ノ内村、川上村、高野村、神生村、米之井村、田部村、仁良村（現・香取市）
- 森山村 ← 下飯田村、布野村、北原地新田、岡飯田村、川頭村、阿玉川村（現・香取市）
- 良文村 ← 五郷内村、阿玉台村、久保村、和泉村、貝塚村（現・香取市）
- 府馬村 ← 府馬村、志高村、古内村、長岡村（現・香取市）
- 山倉村 ← 新里村、桐谷村、小川村、鳩山村、大角村、山倉村（現・香取市）
- 常磐村 ← 川島村、方田村、坂村、松崎村、南玉造村（現・多古町）
- 栗源村 ← 岩部村、助沢村、苅毛村、高萩村、西田部村、沢村、荒北村（現・香取市）
- 久賀村 ← 久賀村、下埴生郡十余三村［一部］（現・多古町）
- 多古村 ← 多古村、染井村、水戸村、千田村、島村、喜多村、飯笹村、林村、五反田村、間倉村、一鍬田村（現・多古町）
- 東条村 ← 船越村、牛尾村（現・多古町）
- 日吉村 ← 新井村、二又村、篠本村、宝米村、市野原村（現・山武郡横芝光町）
- 吉田村 ← 吉田村、南神崎村、八辺村、入山崎村、南山崎村（現・匝瑳市）
- 中村 ← 南中村、南借当村、南並木村、中村新田、北中村、南和田村（現・多古町）
- 飯高村 ← 飯高村、金原村、安久山村、小高村、大堀村、片子村（現・匝瑳市）
- 豊和村 ← 飯塚村、大寺村、米持村、内山村（現・匝瑳市）
- 古城村 ← 鏑木村、万力村、秋田村（現・旭市）
- 荘内村 ← 清和村、南堀ノ内村、長部村、米込村、入野村（現・旭市）
- 橘村 ← 青馬村、宮本村、今郡村、石出村、谷津村、東今泉村、羽計村、新宿村（現・東庄町）
- 東城村 ← 小南村、夏目村、粟野村、八重穂村、小座村（現・東庄町）
- 豊里村 ← 下桜井村、富川村、下森戸村、諸持村、宮原村、東笹本村（現・銚子市）
- 万歳村 ← 万歳村、関戸村、溝原村（現・旭市）
- 神代村 ← 大久保村、舟戸村、東和田村、神田村、桜井村、窪野谷村、小貝野村、大友村、高部村、平山村（現・東庄町）
- 笹川村 ← 須賀山村、鹿ノ戸村（現・東庄町）

1. ↑  同年手賀組新田となる。
2. ↑  同年大戸新田となる。
3. ↑  同年松崎となる。
4. ↑  同年東松崎となる。

- 明治23年（1890年）

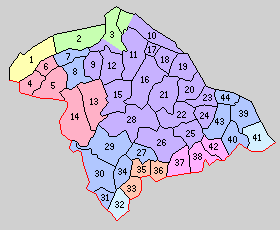
1.金江津村 2.十余島村 3.本新島村 4.滑河町 5.小御門村 6.高岡村 7.神崎村 8.米沢村 9.瑞穂村 10.新島村 11.佐原町 12.東大戸村 13.大須賀村 14.本大須賀村 15.相根村 16.香取村 17.津宮村 18.大倉村 19.豊浦村 20.小見川町 21.神里村 22.八都村 23.森山村 24.良文村 25.府馬村 26.山倉村 27.常磐村 28.栗源村 29.久賀村 30.多古村 31.東条村 32.日吉村 33.吉田村 34.中村 35.飯高村 36.豊和村 37.古城村 38.荘内村 39.橘村 40.東城村 41.豊里村 42万歳村 43.神代村 44.笹川村（紫：香取市 赤：成田市 橙：匝瑳市 桃：旭市 上青：神崎町 下青：多古町 右青：東庄町 左水色：山武郡横芝光町 右水色：銚子市 緑：茨城県稲敷市 黄：茨城県稲敷郡河内町）

  - 3月12日 - 神崎村が町制施行して神崎町となる。（4町40村）
  - 5月23日 - 相根村が改称して香西村となる。
  - 10月27日 - 荘内村が改称して中和村となる。
- 明治24年（1891年）6月29日 - 多古村が町制施行して多古町となる。（5町39村）
- 明治30年（1897年）
  - 4月1日 - 郡制を施行。
  - 4月30日 - 香取村が町制施行して香取町となる。（6町38村）
- 明治32年（1899年）4月1日（6町35村）
  - 佐原町の一部（佐原下手）・本新島村の一部（上之島・上須田・西代および野間谷原・石納・飯島の各一部[注 6]）・新島村の一部（扇島・加藤洲・磯山・附洲新田・公官洲新田）が合併して茨城県稲敷郡本新島村が発足。
  - 神崎町の一部（神崎本宿・神崎神宿・小松・今の各一部）・本新島村の一部（野間谷原の一部）が十余島村に編入。
  - 東大戸村および本新島村の残部（川尻・大戸新田および野間谷原・石納・飯島の各残部[注 7]）が合併し、改めて東大戸村が発足。
  - 金江津村の一部が高岡村に編入。
  - 金江津村・十余島村の所属郡が茨城県稲敷郡に変更。
- 明治40年（1907年）8月1日 - 笹川村が町制施行して笹川町となる。（7町34村）
- 大正12年（1923年）4月1日 - 郡会が廃止。郡役所は存続。
- 大正13年（1924年）4月10日 - 栗源村が町制施行して栗源町となる。（8町33村）
- 大正14年（1925年）10月1日 - 府馬村が町制施行して府馬町となる。（9町32村）
- 大正15年（1926年）7月1日 - 郡役所が廃止。以降は地域区分名称となる。
- 昭和17年（1942年）
  - 7月1日 - 「香取地方事務所」が佐原町に設置され、本郡を管轄。
  - 8月1日 - 本大須賀村が改称して昭栄村となる。
- 昭和23年（1948年）11月3日 - 飯高村・吉田村・日吉村・豊和村の所属郡が匝瑳郡に変更。（9町28村）
- 昭和26年（1951年）
  - 3月15日 - 佐原町・香取町・香西村・東大戸村が合併して佐原市が発足し、郡より離脱。（7町26村）
  - 4月1日（7町22村）
    - 小見川町・豊浦村・神里村・森山村が合併し、改めて小見川町が発足。
    - 多古町・東条村が合併し、改めて多古町が発足。
- 昭和29年（1954年）
  - 3月31日 - 多古町・久賀村・中村・常磐村が合併し、改めて多古町が発足。（7町19村）
  - 8月1日 - 府馬町・山倉村・八都村が合併して山田町が発足。（7町17村）
- 昭和30年（1955年）
  - 2月11日（7町9村）
    - 良文村が小見川町に編入。
    - 瑞穂村・新島村・津宮村・大倉村が佐原市に編入。
    - 豊里村が銚子市に編入。
    - 滑河町・小御門村・高岡村が合併し、改めて滑河町が発足。滑河町は即日改称して下総町となる。

  - 4月10日 - 古城村・中和村・万歳村が合併して干潟町が発足。（8町6村）
  - 4月15日 - 昭栄村・大須賀村が合併して大栄町が発足。（9町4村）
  - 4月19日 - 神崎町・米沢村が合併して神崎米沢町が発足。神崎米沢町は即日改称して神崎町となる。（9町3村）
  - 7月20日 - 神代村・橘村・東城村・笹川町が合併して東庄町が発足。（9町）
- 平成17年（2005年）7月1日 - 干潟町が旭市・海上郡海上町・飯岡町と合併し、改めて旭市が発足し、郡より離脱。（8町）
- 平成18年（2006年）3月27日（3町）
  - 下総町・大栄町が成田市に編入。
  - 小見川町・山田町・栗源町が佐原市と合併して香取市が発足し、郡より離脱。

### 変遷表
| 明治22年4月1日 | 明治22年 - 大正15年               | 明治22年 - 大正15年               | 昭和1年 - 昭和19年          | 昭和20年 - 昭和29年           | 昭和20年 - 昭和29年                              | 昭和30年 -昭和64年                 | 平成1年 - 現在              | 平成1年 - 現在              | 現在                 |
| -------------- | --------------------------------- | --------------------------------- | --------------------------- | ----------------------------- | ------------------------------------------------ | ---------------------------------- | --------------------------- | --------------------------- | -------------------- |
| 吉田村         | 吉田村                            | 吉田村                            | 吉田村                      | 昭和23年11月3日 匝瑳郡に編入  | 昭和29年3月31日 八日市場町と合併 同年7月1日 市制 | 八日市場市                         | 平成18年1月23日 匝瑳市      | 平成18年1月23日 匝瑳市      | 匝瑳市               |
| 飯高村         | 飯高村                            | 飯高村                            | 飯高村                      | 昭和23年11月3日 匝瑳郡に編入  | 昭和29年3月31日 八日市場町と合併 同年7月1日 市制 | 八日市場市                         | 平成18年1月23日 匝瑳市      | 平成18年1月23日 匝瑳市      | 匝瑳市               |
| 豊和村         | 豊和村                            | 豊和村                            | 豊和村                      | 昭和23年11月3日 匝瑳郡に編入  | 昭和29年3月31日 八日市場町と合併 同年7月1日 市制 | 八日市場市                         | 平成18年1月23日 匝瑳市      | 平成18年1月23日 匝瑳市      | 匝瑳市               |
| 日吉村         | 日吉村                            | 日吉村                            | 日吉村                      | 昭和23年11月3日 匝瑳郡に編入  | 昭和29年11月3日 光町                             | 匝瑳郡 光町                        | 平成18年3月27日 横芝光町    | 平成18年3月27日 横芝光町    | 山武郡 横芝光町      |
| 金江津村       | 明治32年4月1日 茨城県稲敷郡に編入 | 金江津村                          | 稲敷郡 金江津村             | 稲敷郡 金江津村               | 稲敷郡 金江津村                                  | 昭和33年2月15日 稲敷郡河内村に編入 | 平成8年6月1日 町制          | 平成8年6月1日 町制          | 茨城県 稲敷郡 河内町 |
| 十余島村       | 明治32年4月1日 茨城県稲敷郡に編入 | 十余島村                          | 稲敷郡 十余島村             | 稲敷郡 十余島村               | 稲敷郡 十余島村                                  | 昭和30年1月5日 稲敷郡 東村         | 平成8年9月1日 町制          | 平成17年3月22日 稲敷市      | 茨城県 稲敷市        |
| 佐原町の一部   | 明治32年4月1日 茨城県稲敷郡に編入 | 明治32年4月1日 本新島村と合併     | 稲敷郡 本新島村             | 稲敷郡 本新島村               | 稲敷郡 本新島村                                  | 昭和30年1月5日 稲敷郡 東村         | 平成8年9月1日 町制          | 平成17年3月22日 稲敷市      | 茨城県 稲敷市        |
| 新島村の一部   | 明治32年4月1日 茨城県稲敷郡に編入 | 明治32年4月1日 本新島村と合併     | 稲敷郡 本新島村             | 稲敷郡 本新島村               | 稲敷郡 本新島村                                  | 昭和30年1月5日 稲敷郡 東村         | 平成8年9月1日 町制          | 平成17年3月22日 稲敷市      | 茨城県 稲敷市        |
| 東大戸村の一部 | 明治32年4月1日 茨城県稲敷郡に編入 | 明治32年4月1日 本新島村と合併     | 稲敷郡 本新島村             | 稲敷郡 本新島村               | 稲敷郡 本新島村                                  | 昭和30年1月5日 稲敷郡 東村         | 平成8年9月1日 町制          | 平成17年3月22日 稲敷市      | 茨城県 稲敷市        |
| 本新島村       | 明治32年4月1日 茨城県稲敷郡に編入 | 本新島村                          | 稲敷郡 本新島村             | 稲敷郡 本新島村               | 稲敷郡 本新島村                                  | 昭和30年1月5日 稲敷郡 東村         | 平成8年9月1日 町制          | 平成17年3月22日 稲敷市      | 茨城県 稲敷市        |
| 本新島村       | 明治32年4月1日 東大戸村に一部合併 | 明治32年4月1日 東大戸村に一部合併 | 東大戸村                    | 昭和26年3月15日 佐原市        | 昭和26年3月15日 佐原市                           | 佐原市                             | 平成18年3月27日 香取市      | 平成18年3月27日 香取市      | 香取市               |
| 東大戸村       | 東大戸村                          | 東大戸村                          | 東大戸村                    | 昭和26年3月15日 佐原市        | 昭和26年3月15日 佐原市                           | 佐原市                             | 平成18年3月27日 香取市      | 平成18年3月27日 香取市      | 香取市               |
| 佐原町         | 佐原町                            | 佐原町                            | 佐原町                      | 昭和26年3月15日 佐原市        | 昭和26年3月15日 佐原市                           | 佐原市                             | 平成18年3月27日 香取市      | 平成18年3月27日 香取市      | 香取市               |
| 新島村         | 新島村                            | 新島村                            | 新島村                      | 新島村                        | 新島村                                           | 昭和30年2月11日 佐原市に編入       | 平成18年3月27日 香取市      | 平成18年3月27日 香取市      | 香取市               |
| 瑞穂村         | 瑞穂村                            | 瑞穂村                            | 瑞穂村                      | 瑞穂村                        | 瑞穂村                                           | 昭和30年2月11日 佐原市に編入       | 平成18年3月27日 香取市      | 平成18年3月27日 香取市      | 香取市               |
| 津宮村         | 津宮村                            | 津宮村                            | 津宮村                      | 津宮村                        | 津宮村                                           | 昭和30年2月11日 佐原市に編入       | 平成18年3月27日 香取市      | 平成18年3月27日 香取市      | 香取市               |
| 大倉村         | 大倉村                            | 大倉村                            | 大倉村                      | 大倉村                        | 大倉村                                           | 昭和30年2月11日 佐原市に編入       | 平成18年3月27日 香取市      | 平成18年3月27日 香取市      | 香取市               |
| 相根村         | 明治23年5月23日 香西村に改称      | 明治23年5月23日 香西村に改称      | 香西村                      | 昭和26年3月15日 佐原市        | 昭和26年3月15日 佐原市                           | 佐原市                             | 平成18年3月27日 香取市      | 平成18年3月27日 香取市      | 香取市               |
| 香取村         | 昭和30年5月5日 町制               | 昭和30年5月5日 町制               | 香取町                      | 昭和26年3月15日 佐原市        | 昭和26年3月15日 佐原市                           | 佐原市                             | 平成18年3月27日 香取市      | 平成18年3月27日 香取市      | 香取市               |
| 小見川町       | 小見川町                          | 小見川町                          | 小見川町                    | 昭和26年4月1日 小見川町       | 昭和26年4月1日 小見川町                          | 小見川町                           | 平成18年3月27日 香取市      | 平成18年3月27日 香取市      | 香取市               |
| 豊浦村         | 豊浦村                            | 豊浦村                            | 豊浦村                      | 昭和26年4月1日 小見川町       | 昭和26年4月1日 小見川町                          | 小見川町                           | 平成18年3月27日 香取市      | 平成18年3月27日 香取市      | 香取市               |
| 神里村         | 神里村                            | 神里村                            | 神里村                      | 昭和26年4月1日 小見川町       | 昭和26年4月1日 小見川町                          | 小見川町                           | 平成18年3月27日 香取市      | 平成18年3月27日 香取市      | 香取市               |
| 森山村         | 森山村                            | 森山村                            | 森山村                      | 昭和26年4月1日 小見川町       | 昭和26年4月1日 小見川町                          | 小見川町                           | 平成18年3月27日 香取市      | 平成18年3月27日 香取市      | 香取市               |
| 良文村         | 良文村                            | 良文村                            | 良文村                      | 良文村                        | 良文村                                           | 昭和30年2月11日 小見川町に編入     | 平成18年3月27日 香取市      | 平成18年3月27日 香取市      | 香取市               |
| 栗源村         | 大正13年4月10日 町制              | 大正13年4月10日 町制              | 栗源町                      | 栗源町                        | 栗源町                                           | 栗源町                             | 平成18年3月27日 香取市      | 平成18年3月27日 香取市      | 香取市               |
| 府馬村         | 府馬村                            | 府馬村                            | 府馬村                      | 昭和29年8月1日 山田村         | 昭和29年8月1日 山田村                            | 山田村                             | 平成18年3月27日 香取市      | 平成18年3月27日 香取市      | 香取市               |
| 八都村         | 八都村                            | 八都村                            | 八都村                      | 昭和29年8月1日 山田村         | 昭和29年8月1日 山田村                            | 山田村                             | 平成18年3月27日 香取市      | 平成18年3月27日 香取市      | 香取市               |
| 山倉村         | 山倉村                            | 山倉村                            | 山倉村                      | 昭和29年8月1日 山田村         | 昭和29年8月1日 山田村                            | 山田村                             | 平成18年3月27日 香取市      | 平成18年3月27日 香取市      | 香取市               |
| 多古村         | 明治24年6月24日 町制              | 明治24年6月24日 町制              | 多古町                      | 昭和26年4月1日 多古町         | 昭和29年3月31日 多古町                           | 多古町                             | 多古町                      | 多古町                      | 多古町               |
| 東条村         | 東条村                            | 東条村                            | 東条村                      | 昭和26年4月1日 多古町         | 昭和29年3月31日 多古町                           | 多古町                             | 多古町                      | 多古町                      | 多古町               |
| 常磐村         | 常磐村                            | 常磐村                            | 常磐村                      | 常磐村                        | 昭和29年3月31日 多古町                           | 多古町                             | 多古町                      | 多古町                      | 多古町               |
| 久賀村         | 久賀村                            | 久賀村                            | 久賀村                      | 久賀村                        | 昭和29年3月31日 多古町                           | 多古町                             | 多古町                      | 多古町                      | 多古町               |
| 中村           | 中村                              | 中村                              | 中村                        | 中村                          | 昭和29年3月31日 多古町                           | 多古町                             | 多古町                      | 多古町                      | 多古町               |
| 神崎村         | 神崎町                            | 神崎町                            | 神崎町                      | 神崎町                        | 神崎町                                           | 昭和30年2月11日 神崎町             | 神崎町                      | 神崎町                      | 神崎町               |
| 米沢村         | 米沢村                            | 米沢村                            | 米沢村                      | 米沢村                        | 米沢村                                           | 昭和30年2月11日 神崎町             | 神崎町                      | 神崎町                      | 神崎町               |
| 大須賀村       | 大須賀村                          | 大須賀村                          | 大須賀村                    | 大須賀村                      | 大須賀村                                         | 昭和30年4月15日 大栄町             | 平成18年3月7日 成田市に編入 | 平成18年3月7日 成田市に編入 | 成田市               |
| 本大須賀村     | 本大須賀村                        | 本大須賀村                        | 昭和17年8月1日 昭栄村に改称 | 昭栄村                        | 昭栄村                                           | 昭和30年4月15日 大栄町             | 平成18年3月7日 成田市に編入 | 平成18年3月7日 成田市に編入 | 成田市               |
| 滑河町         | 滑河町                            | 滑河町                            | 滑河町                      | 滑河町                        | 滑河町                                           | 昭和30年2月11日 下総町             | 平成18年3月7日 成田市に編入 | 平成18年3月7日 成田市に編入 | 成田市               |
| 高岡村         | 高岡村                            | 高岡村                            | 高岡村                      | 高岡村                        | 高岡村                                           | 昭和30年2月11日 下総町             | 平成18年3月7日 成田市に編入 | 平成18年3月7日 成田市に編入 | 成田市               |
| 小御門村       | 小御門村                          | 小御門村                          | 小御門村                    | 小御門村                      | 小御門村                                         | 昭和30年2月11日 下総町             | 平成18年3月7日 成田市に編入 | 平成18年3月7日 成田市に編入 | 成田市               |
| 笹川村         | 明治40年8月1日 町制               | 明治40年8月1日 町制               | 笹川町                      | 笹川町                        | 笹川町                                           | 昭和30年7月20日 東庄町             | 東庄町                      | 東庄町                      | 東庄町               |
| 橘村           | 橘村                              | 橘村                              | 橘村                        | 橘村                          | 橘村                                             | 昭和30年7月20日 東庄町             | 東庄町                      | 東庄町                      | 東庄町               |
| 東城村         | 東城村                            | 東城村                            | 東城村                      | 東城村                        | 東城村                                           | 昭和30年7月20日 東庄町             | 東庄町                      | 東庄町                      | 東庄町               |
| 神代村         | 神代村                            | 神代村                            | 神代村                      | 神代村                        | 神代村                                           | 昭和30年7月20日 東庄町             | 東庄町                      | 東庄町                      | 東庄町               |
| 豊里村         | 豊里村                            | 豊里村                            | 豊里村                      | 豊里村                        | 豊里村                                           | 昭和30年2月11日 銚子市に編入       | 銚子市                      | 銚子市                      | 銚子市               |
| 古城村         | 古城村                            | 古城村                            | 古城村                      | 古城村                        | 古城村                                           | 昭和30年4月10日 干潟町             | 平成17年7月1日 旭市と合併   | 平成17年7月1日 旭市と合併   | 旭市                 |
| 万歳村         | 万歳村                            | 万歳村                            | 万歳村                      | 万歳村                        | 万歳村                                           | 昭和30年4月10日 干潟町             | 平成17年7月1日 旭市と合併   | 平成17年7月1日 旭市と合併   | 旭市                 |
| 荘内村         | 荘内村                            | 荘内村                            | 荘内村                      | 明治23年10月27日 中和村に改称 | 明治23年10月27日 中和村に改称                    | 昭和30年4月10日 干潟町             | 平成17年7月1日 旭市と合併   | 平成17年7月1日 旭市と合併   | 旭市                 |

## 行政
歴代郡長
| 代 | 氏名 | 就任年月日                | 退任年月日                | 備考                   |
| -- | ---- | ------------------------- | ------------------------- | ---------------------- |
| 1  |      | 明治11年（1878年）11月2日 |                           |                        |
|    |      |                           | 大正15年（1926年）6月30日 | 郡役所廃止により、廃官 |

郡役所

## 関連文献
- 千葉県香取郡役所 編『千葉県香取郡誌』千葉県香取郡役所、1921年3月30日。
  - 『千葉県香取郡誌』崙書房、1972年5月30日。NDLJP:9640219。(要登録)